# Stadion Sonnenblume
Das Stadion Sonnenblume (auch Stadion zur Sonnenblume), umgangssprachlich Sonnenblume genannt, war ein Fußballstadion in der nordrhein-westfälischen Stadt Velbert. Es war bis Ende der Saison 2019/20 die Heimspielstätte des Fußballvereins SSVg Velbert. Seit der Saison 2020/21 spielt der Club im neuen Stadion Velbert mit 3.000 Zuschauerplätzen.

## Geschichte
Die Anlage wurde 1969 in vier Monaten und 23 Tagen Bauzeit errichtet und bot ursprünglich 10.000 Zuschauern Platz. Das erste Spiel fand am 5. Oktober 1969 gegen den TSV Marl-Hüls statt. Vor 8.500 Zuschauern gewann die SSVg Velbert mit 2:0. Der bisherige Zuschauerrekord wurde kurze Zeit später am 19. Oktober 1969 bei einer Partie gegen den Wuppertaler SV, die 1:3 endete, mit 13.000 Zuschauern aufgestellt. Aktuell bietet das Stadion maximal 4.700 Zuschauern Platz.

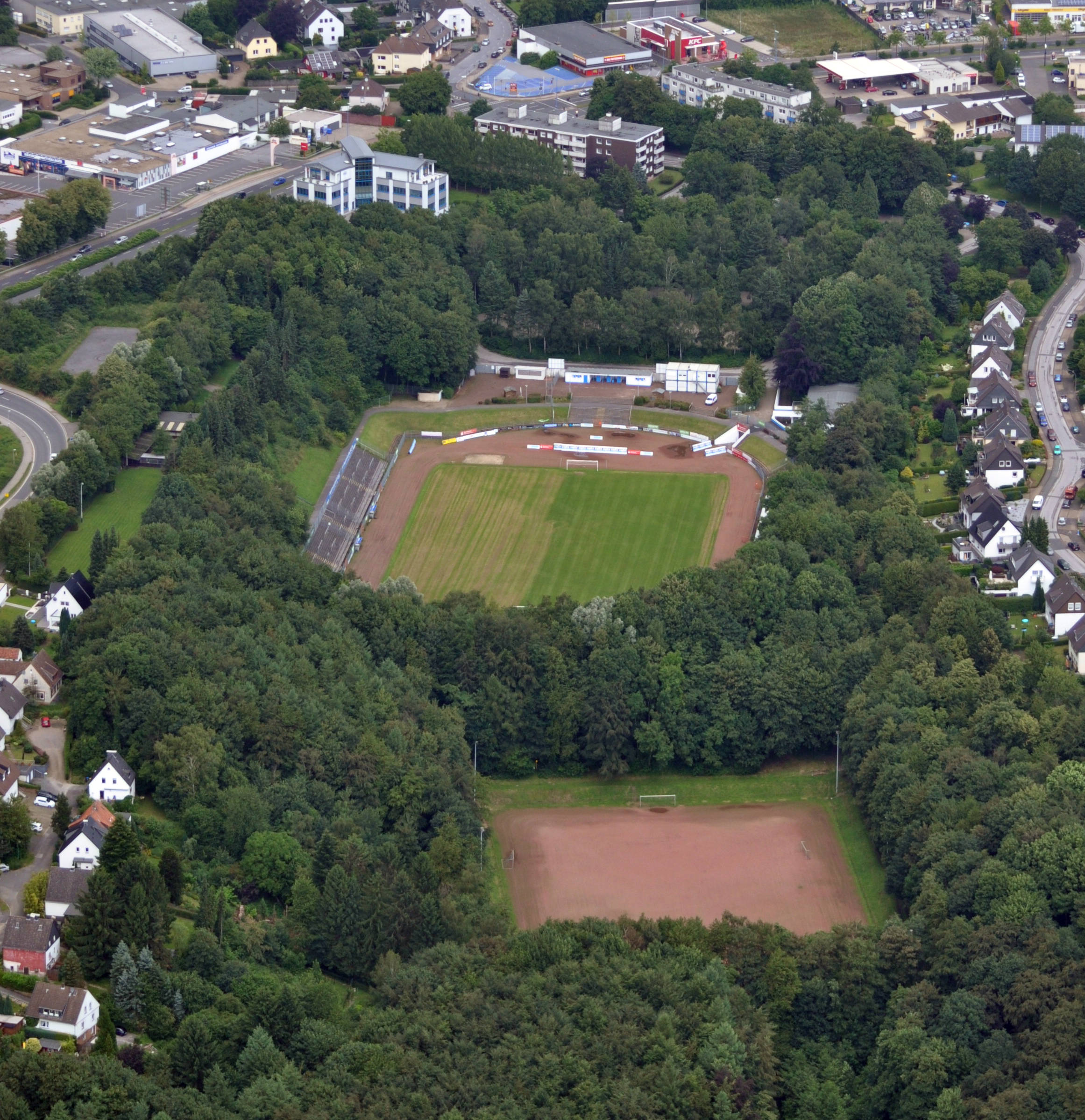
Luftbild des Stadions (Juni 2016)

Das Stadion ist stark sanierungsbedürftig. Am 13. November 2007 hat der Stadtrat den Bau eines neuen Sportzentrums beschlossen. Sobald dieses Zentrum fertig ist, wird das Stadion Sonnenblume aufgegeben. Das Grundstück soll im Anschluss verkauft werden.
Wann mit dem Bau des neuen Fußballstadions begonnen wird stand noch nicht fest. Das Stadion Sonnenblume sollte nach Aussage der Stadt Velbert im Jahr 2015 noch einige Jahre erhalten bleiben und vom Verein wurden dank der Unterstützung der Sponsoren EMKA und Grimmert Sanierungsarbeiten im Kabinenbereich von Kabinen, Duschen, Physiobereichen und allgemeinem Bereich durchgeführt.
Im April 2016 wurde der Standort des neuen Velberter Stadions geprüft. Es standen zwei Möglichkeiten zur Diskussion. Entweder sollte das bisherige Stadion abgerissen werden, dort Wohnungen gebaut und am Sportzentrum ein neues Stadion entstehen oder das Stadion Sonnenblume bleibt erhalten und wird renoviert. Die freie Fläche am Sportzentrum soll dann zum Gewerbegebiet werden. Im November 2016 stimmte der Sportausschuss der Stadt Velbert den Plänen für ein neues Fußballstadion zu. Der Neubau soll den Vorgaben des DFB für die Regionalliga genügen und wird zunächst 1.000 überdachte Sitzplätze und 2.000 Stehplätze bieten. Bei Bedarf soll es auf 5.000 Plätze erweiterbar sein. Hinzu kommen eine Flutlichtanlage und 500 Autostellplätze. Es wird davon ausgegangen, dass die Bauplanung und die Ausschreibung 2017 abgeschlossen sind. Die Bauarbeiten am sieben Mio. Euro teuren Stadionprojekt sollten 2018 starten. Zur Saison 2019/20 war die Einweihung geplant.
Ein symbolischer Spatenstich erfolgte im Juni 2019, am 8. November des Jahres war Richtfest und bis Sommer 2020 soll der Bau des Stadions abgeschlossen sein. Die Baukosten werden mittlerweile auf 9,8 Mio. Euro geschätzt. Ende Juli 2020 bezog die SSVg Velbert das Stadion Velbert. Die Sportanlage „Am Berg“ bleibt Trainingsstätte des Clubs. Das Stadion Sonnenblume wird seit Jahren  nicht mehr genutzt, die Tribüne sowie der Eingangsbereich und der Kabinentrakt samt VIP-Raum sind bereits abgerissen.

## Namenssponsoring
Zum 1. Februar 2012 erwarb das Velberter Unternehmen Top-Sports Gilles die Namensrechte an dem Stadion, das fortan offiziell Christopeit Sport Arena hieß. Der Vertrag galt zunächst bis zum 30. Juni 2014 und wurde später bis 2018 und 2020 verlängert. Seit dem Auszug der SSVg Velbert im Sommer 2020 trägt das Stadion wieder seinen ursprünglichen Namen.